# Iglesia de San Cosme y San Damián (Poza de la Sal)
La iglesia de San Cosme y San Damián situada en la calle La Reden de la localidad de Poza de la Sal (provincia de Burgos, comunidad autónoma de Castilla y León en España) es de estilo gótico temprano con portada barroca, y data de finales del siglo XIV y comienzos del XV, sufriendo durante los siglos posteriores (siglos XVII y XVIII) numerosas reformas y añadidos. 
Pertenece a la Archidiócesis de Burgos y fue declarada B.I.C. en el año 1974 (Fecha de declaración: 27/08/1974).

## Descripción
Esta iglesia es un templo gótico de planta basilical de tres naves con cabeceras rectas, siendo la central la de mayor
tamaño y altura, dividida en cinco tramos, y crucero, con bóvedas de crucería expresivas del estilo gótico, con seis tramos en la nave central y con cuatro tramos en los laterales. Las ligaduras longitudinales reflejan la influencia del taller de la Catedral de Burgos.
Los capiteles de las columnas que sujetan los arcos ojivales están muy decorados.
En los arranques de los nervios se hacen frecuentes las cinco estrellas de la familia de los Rojas, señores de Poza.

### Portada
La portada fue realizada entre 1648 y 1655 por los maestros Simón Cordero y Esteban Iturriaga, se hallan las esculturas pétreas de San Cosme y San Damián, santos hermanos médicos, esculpidas por Sebastián López de Frías, y se adorna con capiteles que representan animales, escenas cotidianas y follaje. Dicha `portada está protegida por un arco de casetones en su interior. A cada lado apreciamos dos columnas estriadas, cuyos capiteles corintios sostienen el arquitrabe, en el que se sitúan las hornacinas con las mencionadas estatuas.

### Retablos
El retablo mayor se sitúa en la cabecera de la iglesia y es de estilo barroco, labrado en el siglo XVIII. En la calle central, están situados los santos hermanos San Cosme y San Damián, en una doble hornacina, cada uno con la mano alzada y sosteniendo en la otra el bonete; uno de ellos porta también la arquilla médica, en alusión a la medicina, su profesión.
Además es destacable, el retablo del siglo XVI de San Andrés Apóstol, atribuido este a Simón de Bueras. La imagen de San Andrés recuerda al Moisés de Miguel Ángel. Así como el retablo plateresco de la Virgen del Rosario (también del siglo XVI) situado en una capilla absidal, y que fue realizado por Amrique, imaginero flamenco, quien trabajó con Felipe Vigarny en el retablo mayor de la capilla del Condestable de Burgos en la Catedral de Burgos.

### Órgano
El órgano que se ubica en el coro alto, en posición frontal, data de principios del siglo XIX, y su autor es desconocido.
Se caracteriza por el tipo de caja neoclásica, con una consola de tipo pupitre. Dispone de un teclado entero de 56 notas y pedalero de 13 notas. La transmisión del teclado, del pedalero en mecánica, y la de los registros es neumática. A fecha de agosto de 2005, este teclado no estaba operativo.

### Otros elementos
La sacristía la construyó Juan de Arronte hacia 1740, y seis años después el maestro
Santiago del Amo colocaba la cajonería.
El coro data del siglo XVIII.
Además de museo parroquial con un selecto tesoro parroquial.

## Horario de visita
- Este templo está abierto con visitas guiadas del 15 de julio al 15 de septiembre según convenio anual, en horario de 11:00 a 13:00 y 17:00 a 19:00 (hora local), mientras que los lunes está cerrado.
- Durante el resto es posible la visita concertándola previamente con el párroco.

## Culto
La iglesia de San Cosme y San Damián es un templo religioso de culto católico y sede parroquial bajo la doble advocación de San Cosme y San Damián
- Otras veneraciones:

- El párroco a fecha del año 2007 es Alberto Rodríguez García.